# Патрицид
Патрицид (или оцеубиство) је чин убиства сопственог оца. Реч патрицид потиче од латинске речи pater (отац) и суфикса -cida (резач или убица). Патрицид је под-облик парицида, који се дефинише као чин убиства блиског сродника. У многим културама и религијама оцеубиство се сматрало једним од најгорих грехова. На пример, према Марку Тулију Цицерону, у Римској републици то је био једини злочин за који је цивил могао бити осуђен на смрт.

## Патрициди у митовима и религијама
Патрицид је уобичајен мотив који преовладава у многим религијама и културама, а посебно у митологији и религији грчке културе. Укључени су неки кључни примери патрицида из различитих култура:
- Апсу, у вавилонском епу о стварању Енума Елиша, убио га је његов син Еа у борби за превласт међу боговима.
- У митологији суседног месопотамског хуритског народа, бог олује Тешуб убија свог оца Кумарбија, понекад заједно са својим дедом Аном као реципроцитет за покушај оцеоубиства од стране Кумарбија.
- У грчком епу о стварању, који је први пут забележен у Хезиодовој Теогонији, Крон је био љубоморан на моћ свог оца Урана као владара универзума. Кронос је тако убио или кастрирао свог оца. Крона је, заузврат, збацио његов рођени син, Зевс.
- Едип је био суђен да убије свог оца, краља, и ожени своју мајку. Његови родитељи су покушали да спрече ово остављајући га на страни планине као дете. Пронашао га је и одгајио пастир. Када одрасте, Едип упознаје свог оца док му отац путује, али не знајући ко је он, на крају га убија. Затим се несвесно ожени својом мајком да би постао краљ, на крају испуњавајући пророчанство.
- Пелија су убиле његове ћерке, које је Медеја преварила да мисле да би могао да васкрсне.
- У хиндуистичком епу Махабхарата, Бабрувахана је убио свог оца Арјуна, али је Арјуна у живот вратила његова жена, богиња змија Улупи.
- Према кинеском веровању, људи који почине оцеубиство (или матероубиство) биће убијени ударом грома као казну синовског и ратничког божанства Ерланга Шена.
- У нордијској митологији, Фафнир је убио свог оца Хреидмара да би добио проклети златни прстен Андвари који је добио. Неке верзије говоре да му је помогао брат Регин.
- У легенди Западне Јаве, Индонезија, Тангкубан Пераху, Сангкурианг, каже се да је убио свог оца, који је био пас, јер није добио плен.

## Познати или сумњиви историјски патрициди
- Тукулти-Нинурта I (1243–1207. п. н. е.), асирски краљ, убијен од стране његовог рођеног сина након што је опљачкао Вавилон.
- Сенахериба (704–681. п. н. е.), асирски краљ, убијен од стане два његова сина због скрнављења Вавилона.
- Бимбисара (543–491. п. н. е.), краља Магаде, погубљен од стане његовог сина Ајаташатру.
- Ајаташатру (492–око 460. п. н. е.), краљ Магаде, убијен од стране његовог сина Удајабхадра.
- Краљ Касапа I (473–495), творац цитаделе Сигирија у древној Шри Ланки, убио је свог оца, краља Дхатусену због трона.
- Краљ Хлодорик Оцеубица (умро 509) убио је свог оца Сигоберта Хромог, франачког краља, за трон. Њега самог је касније убио Клодвиг.
- Кинески цар Жу Југуи (888?–913) убио је свог оца Жу Вена (852–912).
- Цар Јанг од Суија (569–618) у кинеској историји је наводно убио свог оца, цара Вена од Суија (541–604).
- Нинглинг Ге (1032-1048), престолонаследник Западне Сје, убио је свог оца, цара Јингзонга из Западне Сије, јер је његову жену завео Јингзонг.
- Улуг-бег (1394–1449) из Тимуридског царства је убијен од стране његовог сина Абдала-Латифа Мирзе, који је неколико дана касније убио и свог рођеног брата Абд ал-Азиза. Он је као такав постао владар царства, да би га шест месеци касније убио његов рођак Абдулах Мирза.
- Самвел је убио свог оца Вахана, који је прешао на хришћанство и придружио се зороастријском персијском царству.
- Рана Кумбха (1438–1468), краљ Краљевства Мевар, у Индији, убијен је од стране његовог сина Удаија, који га је потом наследио и постао Рана Удаи Синг I од Мевара. Удаија је пет година касније убио његов млађи брат Раимал који је желео да се освети за очеву смрт.
- Јагадева (р. 1150), индијски краљ Чахамана, убио је свог оца Арнорају.
- Беатрис Ченчи (1577–1599), италијанска племкиња која је убила свог оца након што ју је затворио и силовао. За злочин је осуђена и обезглављена заједно са братом и маћехом 1599. године.
- Амангкурат I, четвртог султана Матарама (1645–1677), наводно је отрован од стране његовог сина Раден Мас Рахмата.
- Ијасу I од Етиопије (1682–1706), једног од великих царева-ратника Етиопије, свргнут је од стране његовог сина Текле Хајманота 1706. а потом је и убијен.
- Ајит Синг од Марвара (1679–1724) је убијен од стране његових синова Бакт Синг и Абаи Синг 1724. након што су њих двојица сковали завјеру да заузму његово место као Махараџа од Марвара.
- Ричард Дад (1817–1886), енглески уметник, убио је свог оца 1843. након појаве психијатријске болести.
- Миласа К. Јанг (1812–1875), фармер и политичар у округу Грант, Висконсин, убијен је од стране његовог најстаријег сина у спору око породичног имања. Његов син и жена су потом извршили самоубиство.
- Лизи Борден (1860–1927) је наводно убила свог оца и маћеху секиром у Фал Риверу, Масачусетс, 1892. Ослобођена је, али се њена невиност и даље оспорава.
- Чијо Аизава је убила свог оца, који ју је силовао петнаест година, 5. октобра 1968. године у Јапану. Инцидент је променио Кривични закон Јапана у вези са убиством.
- Кип Кинкел (рођен 1982), дечак из Орегона који је 20. маја 1998. осуђен за убиство родитеља код куће и двојице колега у школи.
- Сара Мери Џонсон (рођена 1987), девојка из Ајдаха која је осуђена за убиство оба родитеља ујутро 2. септембра 2003.
- Дипендра из Непала (1971–2001) је наводно масакрирао већи део своје породице на краљевској вечери 1. јуна 2001, укључујући свог оца краља Бирендру, мајку, брата и сестру.
- Мари Робардс (рођена 1977) признала је да је отровала свог оца 1993. године.
- Кристофер Порко (рођен 1983), осуђен је 10. августа 2006. за убиство оца и покушај убиства мајке секиром.
- Браћа Менендез осуђена су током другог суђења у великој јавности у јулу 1996. за убиства њихових родитеља из пушке 1989. године.
- Карађорђе Петровић (1768–1817), вођа Првог српског устанка против Османског царства, и касније вођа независне Србије, убио је свог оца Петра око 1786. године док је породица бежала из Србије у сигурну Аустроугарску, након што је Петар претио да ће се вратити у Србију и издати породицу Турцима.
- Бивши фудбалер Аустралијског фудбала и тадашњи старији тренер Аделејд Кровса Фил Волш убијен је у раним сатима 3. јула 2015. од стране његовог 26-годишњег син Сија.
- Алваро Кастиљо је пуцао и убио свог оца Рафаела Кастиља пре него што је 30. августа 2006. починио пуцњаву у средњој школи Оранџ у Северној Каролини.
- Дерек Кинг (13 година) и Алекс Кинг (12 година) убили су свог оца Терија Кинга на Флориди 2001. године.
- Цезар Кореја (рођен 1960), извршни директор InfoLink Technologies, Ltd., убио је свог оца Јаоким Кореја и бацио тело у реку Асинибојн 26. априла 1984.[3] Касније је признао злочин.[4]

## Савремена статистика
У Сједињеним Државама између 1980. и 2010. године очеви су били склонији да буду убијени од стране деце него мајке. Синови тинејџери (од 16 до 19 година) најчешће су били починиоци убистава родитеља.